# エムズビデオグループ
エムズビデオグループ（M's Video Group、MVG）は日本のアダルトビデオメーカー。

## 概要
ザーメンものを中心に制作を行っている。「ザーメン・ゴックンの殿堂」や「なんでもゴックン! 究極ゴックンメーカー」をキャッチコピーとしている。
かつてはAV監督である松本和彦が代表を務めていたが、2005年12月、山だちん監督を頂点とする新生エムズとして復活した。復活とともにアウトビジョン（北都、現・株式会社WILL）に販売を委託している。
設立当初は渋谷道玄坂の直営店「ミルキーショップ・エムズ」でのみ作品を販売していた。来訪者はこれまでどんなエロ本、エロビデオを観てきたかを問われ、答えられないと入店拒否されるマニア以外お断りの注意書きが貼られた店だった。しかし1996年に制作された「一期一会」シリーズは他のショップでも販売され、累計20万本を超えるヒットとなった。代表の松本はこのヒットにより、ソフト・オン・デマンドでも他社でも監督をし、時代の牽引役となっていく。
1998年には、ミルキーショップエムズ・オリジナル第10弾『THE カウントダウンスペルマ』(監督:松本和彦)に出演していた麻生香が、日テレ系の北日本放送の現役アナウンサーであることが発覚し話題となった。
2006年、ミラクルモザイクと呼ぶ極小モザイクを導入した。
最近は“体から出る液体はなんでもゴックンするメーカー”として進化を遂げ、飲尿や中出しといったジャンルも取り入れ、ハード路線を強化している。
なお、アロマ企画作品の販売元であるエムズファクトリーとは無関係である。
2023年6月には美人妻が自宅でエステを開業するものの、男性客に弄ばれてしまう内容を描いた『人妻自宅サロン』シリーズが新たなテッパンシリーズになったと週刊プレイボーイにて特集された。

## 専属女優

### 現在の専属女優
- 根尾あかり（2022年1月-）[8]

## 主なシリーズ
- 人妻自宅サロン(2022年9月-)
- 最初で最高の初アナル解禁(2016年-2021年)
- Mごっくんエンジェル(2015年-2018年)
- 食ザーごっくんバイキング(-2016年、8作品)
- 3穴レイプファン感謝祭(-2015年)
- 飲みたがるオクチとマンコ(-2009年)